# Hypostilbia
Hypostilbia là một chi bướm đêm thuộc họ Noctuidae.